# Polonia en la Copa Mundial de Fútbol de 1938
Polonia fue una de las 15 selecciones participantes de la Copa Mundial de Fútbol de Francia 1938, la cual fue su primera aparición en una copa mundial.

## Clasificación
Polonia enfrentó en una serie de eliminación directa a visita recíproca a Yugoslavia, ganando el juego de ida en Varsovia 4-0 y perdiendo el de vuelta en Belgrado 0-1, clasificando al mundial con un marcador global de 4-1.

## Jugadores

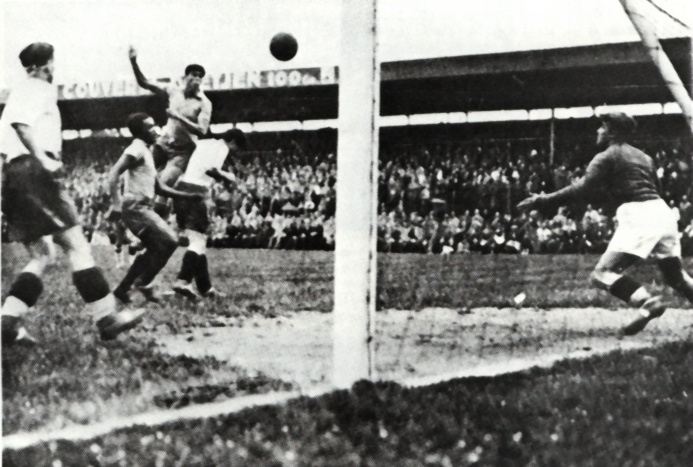
Polonia 5-6, 1938

Estos fueron los 22 jugadores convocados por Polonia para el torneo:

## Resultados
Polonia fue eliminada en la primera ronda.
| 5 de junio de 1938 | Brasil                                              | 6-5 (t. s.) | Polonia                                           | Stade de la Meinau, Strasbourg                          |                                                         |
|                    | Leônidas 18' 93' 104' · Romeu 25' · Perácio 44' 71' | Reporte     | Scherfke 23' (pen.) · Wilimowski 53' 59' 89' 118' | Asistencia: 13,452 espectadores Árbitro(s): Ivan Eklind | Asistencia: 13,452 espectadores Árbitro(s): Ivan Eklind |